# コナミ・エンディング・コレクション
『コナミ・エンディング・コレクション』は、1991年10月21日にキングレコードのコナミレーベルから発売されたコナミ（→コナミデジタルエンタテインメント）のゲームのエンディングBGM集である。

## 概要
事前に実施したアンケートによる人気投票をもとに、コナミ作品のエンディングBGMを1991年当時の人気順にアーケード、コンシューマーの別を問わずに収録したものである。したがってディスク1のトラック1がランキング1位に、同トラック20が20位に、ディスク2のトラック1が21位に、同トラック30が50位に相当する。ライナーノーツの作曲者のコメントと合わせ、当時のコナミ作品の人気をある程度窺い知ることができる。
エンディングが存在しない作品やコナミが版権を有していない作品はランキング対象外と記されているが、『ラグランジュポイント』および『魍魎戦記 摩陀羅』は収録されている。また『コナミ・ゲーム・ミュージック Vol.4』の復刻版が2005年に発売された際は収録されていた『F1スピリット』のアレンジバージョンが商標問題などから「MSXレーシングゲーム」と名前を伏せられたのに対し、本CDではそのまま記載されている。
エンディングが複数存在する作品については両方を収録している作品と片方のみの作品がある。例えば『ゴーファーの野望 エピソードII』はバッドエンディングとグッドエンディング両方が収録されているが、『沙羅曼蛇』MSX版はバッドエンディングの"Departure Again"が収録されていない。

## 収録曲
機種名の略号は次の通り。
- AC - アーケードゲーム
- FC - ファミリーコンピュータ
- MSX - MSX（いわゆる「MSX1」でも動作）
- MSX2 - MSX2以降専用
- SFC - スーパーファミコン

曲名は本CDには記載されていないため、他のCDに拠っている。自明な場合も記載し、他のCDへの収録が確認できなかった場合のみ"n/a"とした。
| ゲーム名                              | 機種 | タイトル                                                              |
| ------------------------------------- | ---- | --------------------------------------------------------------------- |
| グラディウスIII -伝説から神話へ-      | AC   | Return to the Star                                                    |
| グラディウスII -ゴーファーの野望-     | AC   | Farewell                                                              |
| ラグランジュポイント (FC)             | FC   | THE RESURRECTION OF SABBATH                                           |
| 魍魎戦記 摩陀羅                       | FC   | ENDING THEME                                                          |
| パロディウスだ! 〜神話からお笑いへ〜  | AC   | エンディングだ！                                                      |
| 悪魔城伝説                            | FC   | Evergreen                                                             |
| 出たな!!ツインビー                    | AC   | 惑星メルに平和の戻る日                                                |
| トライゴン                            | AC   | Nostalgic                                                             |
| 沙羅曼蛇                              | AC   | Peace Again                                                           |
| 悪魔城ドラキュラ                      | FC   | Voyager                                                               |
| スナッチャー                          | MSX  | MASTER OF PUPPETS AMONG THE DISEASE THEME OF ENDING                   |
| サンダークロス                        | AC   | A Long Way                                                            |
| グラディウス2                         | MSX  | A Dream of Dreamer(Beyond the Universe)                               |
| グラディウスIII                       | SFC  | Good Luck!                                                            |
| がんばれゴエモン外伝 きえた黄金キセル | FC   | エンディング エンディング～パーティー～ スタッフロール その後のみんな |
| A-JAX                                 | AC   | Congratulation                                                        |
| グラディウスII                        | FC   | Farewell                                                              |
| スペースマンボウ                      | MSX  | MEMOIRE                                                               |
| がんばれゴエモン2                     | FC   | ゴエモン哀愁の旅                                                      |
| ワイワイワールド2 SOS!!パセリ城       | FC   | 永遠の夢 -僕たちのパセリ城-                                           |

| ゲーム名                              | 機種 | タイトル                                          |
| ------------------------------------- | ---- | ------------------------------------------------- |
| コナミワイワイワールド                | FC   | END(エンディングBGM)                              |
| 愛戦士ニコル                          | FC   | Blocked Heart                                     |
| エキサイティングサッカー コナミカップ | FC   | SEASIDE MEMORY                                    |
| ラビリンスランナー                    | AC   | End Demo - After                                  |
| パロディウス                          | MSX  | エンディング・テーマ                              |
| パロディウスだ!                       | FC   | パロディウス音頭だっ！                            |
| エスパードリーム                      | FC   | SAMBA DE FUNNY（夢のつづきは…ムニャムニャ!?）     |
| ドラキュラII 呪いの封印               | FC   | A Requiem                                         |
| ツインビー3 ポコポコ大魔王            | FC   | EVENING GLOW T3                                   |
| ホットチェイス                        | AC   | And Only Did I My Duty After The Terrible Running |
| 沙羅曼蛇                              | MSX  | Conclusion                                        |
| 月風魔伝                              | FC   | 黙示録                                            |
| 魂斗羅                                | AC   | SANDINISTA                                        |
| 謎の壁 ブロックくずし                 | FC   | Space Romancer                                    |
| もえろツインビー シナモン博士を救え!  | FC   | エンディング                                      |
| パロディウスだ!                       | GB   | n/a                                               |
| SDスナッチャー                        | MSX  | CODA                                              |
| ゴーファーの野望 エピソードII         | MSX  | Give My Heart to You The Suggestion               |
| クライムファイターズ                  | AC   | Satisfaction                                      |
| シャロム 魔城伝説III 完結編           | MSX  | n/a                                               |
| メタルギア2 ソリッドスネーク          | MSX  | RED SUN FAREWELL                                  |
| スーパー魂斗羅                        | FC   | Free World                                        |
| バイオミラクル ぼくってウパ           | FC   | The Land Of Happiness                             |
| F1スピリット 3Dスペシャル             | MSX  | Calm Feelings                                     |
| ファルシオン                          | FC   | FAREWELL TO JOURNEY                               |
| エキサイティングビリヤード            | FC   | BALLAD FOR K.M                                    |
| 餓流禍                                | AC   | Triumph                                           |
| 悪魔城すぺしゃる ぼくドラキュラくん   | FC   | さよならドラちゃん                                |
| 王家の谷 エルギーザの封印             | MSX  | エンディング                                      |
| ジャイラス                            | FC   | エンディング                                      |

## ファミコン・エンディング ベスト10
1990年12月21日に発売された『こなみすぺしゃるみゅーじっく -千両箱-』DISC2に収録されているもので、当時のコナミのファミコン用ソフトのエンディングBGMを人気順に紹介している。『ファミコン・エンディング ベスト10』にランクインした曲は『魂斗羅』がFC版の代わりにAC版がランクインしているのを除けば残りの9曲は全て『コナミ・エンディング・コレクション』にもランクインしているが、順位には大きな差が見られる（括弧内は『コナミ - 』での順位）。
- 1位 - エキサイティングサッカー コナミカップ（23位）
- 2位 - エキサイティングビリヤード（46位）
- 3位 - がんばれゴエモン2（19位）
- 4位 - 愛戦士ニコル（22位）
- 5位 - グラディウスII（17位）
- 6位 - 悪魔城ドラキュラ（10位）
- 7位 - 魂斗羅（43位【AC版】）
- 8位 - ツインビー3 ポコポコ大魔王（29位）
- 9位 - 謎の壁 ブロックくずし（34位）
- 10位 - エスパードリーム（27位）